# Lac Claudine
Pour les articles homonymes, voir Claudine.
Le lac Claudine est un lac situé au centre de l'île de Croÿ, l'une des îles Nuageuses, dans l'archipel des Kerguelen des Terres australes et antarctiques françaises.

## Géographie

### Situation
Le lac Claudine est un lac de cratère situé au centre de l'île de Croÿ, à environ 350 m d'altitude, dans la dépression située au pied du pic de l'île de Croÿ (culminant à 518 m). De forme circulaire, il fait environ 250 mètres de diamètre, et est alimenté par les eaux de pluie et de fonte des neiges du pic. Son exutoire, situé au nord-ouest, dévale les flancs montagneux pour se jeter dans l'océan Indien.

### Toponyme
Le lac doit son nom – attribué en 1967 par la commission de toponymie des îles Kerguelen – à celui de la fille du capitaine Prio, pilote de l'hélicoptère Djinn du Gallieni, qui fît des reconnaissances et prît des photos aériennes aux Kerguelen dans les années 1960.